# Hatchi
Pour le film de 1987, voir Hachiko (film, 1987).
Pour les articles homonymes, voir Hatchi (homonymie).
Pour plus de détails, voir Fiche technique et Distribution.
Hatchi (Hachi: A Dog's Tale en version originale) est un film américano-britannique réalisé par Lasse Hallström en 2008. Sorti en salles en 2009, le film reprend l'histoire vraie d'Hachikō, un chien Akita qui, malgré la mort de son maître, a continué à attendre son retour du travail devant une gare de Shibuya, à Tōkyō, pendant neuf ans.

## Résumé
Un soir, en rentrant du travail, le professeur Parker Wilson trouve un chiot Akita errant sur le quai de la gare, où sa cage s'est cassée en tombant. Il décide de le garder contre l'avis de sa femme Cate. Parker appelle le chiot « Hatchi », parce que sur son collier est inscrit le chiffre « 8 » en japonais (Hachikô). Dix-huit mois passent et Hatchi, qui a grandi, accompagne chaque jour Parker à la gare et l'attend tous les soirs à 17 heures, à la même place.
Un matin, Hatchi, qui ne jouait jamais avec sa balle, se met soudainement à y jouer. Un ami de Parker lui avait dit que les Akitas étaient des chiens sages qui ne jouaient que lorsqu'il se passait quelque chose de grave. En plein cours, Parker succombe à une crise cardiaque. Hatchi, ne le voyant pas revenir, l'attend patiemment jusqu'au soir. Après les obsèques de Parker, Cate et sa fille Andy déménagent. Andy décide d'emmener Hatchi avec elle mais elle s'aperçoit que le chien n'a qu'une seule envie : retourner à la gare et attendre Parker. Un jour, il entend un train siffler et regarde en direction du portail. Il garde toujours la vision de son maître partant au travail et qui doit revenir. Andy comprend alors et elle se résout à laisser partir le chien. Hatchi retourne à la gare, à la même place où il attendait son maître quand il était encore en vie. Il le fera chaque jour, durant plus de 9 ans, jusqu'à sa mort. Il se fait une notoriété auprès des voyageurs et devient un symbole de fidélité envers son maître.

## Fiche technique
- Titre : Hatchi
- Titre original : Hachi: A Dog's Tale
- Réalisation : Lasse Hallström
- Scénario : Stephen P. Lindsey
- Musique : Jan A. P. Kaczmarek
- Production : Richard Gere, Bill Johnson, Vicki Shigekuni Wong
- Sociétés de distribution : Metropolitan Filmexport (France), Stage 6 Films (États-Unis)
- Budget : 16 millions $
- Pays de production :  États-Unis,  Royaume-Uni
- Langue : anglais, japonais
- Format : couleur
- Genre : drame
- Durée : 93 minutes
- Dates de sortie : 
  - États-Unis : 13 juin 2009 (Festival international du film de Seattle) ; 9 mars 2010 (directement en DVD)
  - Royaume-Uni : 12 mars 2010
  - France : 9 juin 2010

## Distribution
- Richard Gere : Parker Wilson (VF : Richard Darbois ; VQ : Hubert Gagnon)
- Joan Allen : Cate Wilson (VF : Sylvia Bergé ; VQ : Nathalie Coupal)
- Cary-Hiroyuki Tagawa : Ken (VF : Omar Yami ; VQ : Jean-Luc Montminy)
- Sarah Roemer : Andy Wilson (VF : Aurélie Meriel ; VQ : Kim Jalabert)
- Jason Alexander : Carl (VF : Daniel Lafourcade ; VQ : Alain Zouvi)
- Erick Avari : Jasjeet (VF : Asil Raïs ; VQ : Sylvain Hétu)
- Davenia McFadden : Mary Anne
- Robbie Sublett : Michael (VF : Jérémy Bardeau)
- Kevin DeCoste (it) : Ronnie (11 ans)
- Robert Degnan : Terry Barnes
- Tora Hallström : Heather
- Donna Sorbello : Myra
- Frank Aronson : Milton le boucher
- Troy Doherty : Sal
- Ian Sherman : étudiant pianiste
- Timothy Crowe : Evan Lock
- Denece Ryland : Mme Latham
- Blake Friedman : étudiant
- Bates Wilder : Harry Pinow
- Daniel Kirby : personne prenant le train
- Gloria Crist : personne prenant le train no 2
- Rich Trethewa : déménageur
- Tom Tynell : nouveau propriétaire

Source et légende : Version française (VF) sur RS Doublage et Carton de doublage TV Selon Doublage Québec.

## Production
- Hatchi est joué par un Shiba Inu, et deux Akita Inu, chacun jouant une période différente de la vie du chien.

- Ce film est un remake du film japonais Hachikō (1987) de Seijirō Kōyama[3].

## Accueil

### Box-office
Non distribué en salles aux États-Unis, où il est sorti directement en DVD, Hatchi est toutefois distribué dans les salles de nombreux pays étrangers, rapportant un total de 47 801 389 $ au box-office mondial. Le long-métrage a connu son meilleur score au Japon, où il totalise 20 025 195 $ de recettes.
Les ventes du DVD aux États-Unis totalisent 5 773 741 $ de recettes, soit une unité de 409 715 DVD vendus.

### Accueil critique
Hatchi fut globalement bien reçu par la critique anglophone, recueillant 62 % d'avis positifs sur Rotten Tomatoes, basé sur 26 commentaires collectés et une note moyenne de 5.8⁄10. En France, l'accueil est cependant mitigé, obtenant une note moyenne de 2.2⁄5 sur Allociné, basé sur 15 « titres de presse ».
Toutefois, le public semble favorable à Hatchi puisqu'il obtient une note moyenne de 8.1⁄10 sur IMDb, basé pour plus de 236 000 votes et figure à la 211e place du Top 250 du site, classement des deux cent cinquante meilleurs films de l'histoire du septième art selon les utilisateurs du site internet et une note moyenne de 4.3⁄5 sur Allociné, basé sur 3 509 notes dont 875 critiques.